# 올라프 (겨울왕국)
올라프(영어: Olaf)는 월트 디즈니 애니메이션 스튜디오가 제작한, 겨울왕국 시리즈에 등장하는 가공의 캐릭터이다. 올라프는 2013년에 개봉한 《겨울왕국》에서 엘사와 안나가 만든 스스로 움직이는 눈사람으로 등장한다. 올라프는 안나가 얼어버린 왕국을 녹이기 위해 사라진 언니를 찾아갈 때 다시 등장한다. 올라프는 안나와 크리스토프가 엘사를 찾는 것을 돕고 왕국으로 함께 돌아간다. 왕국에 돌아온 후에도 자매와 함께 성에 머물며, 《겨울왕국 2》에도 등장한다.

## 등장 작품
- 겨울왕국
- 겨울왕국 열기
- 올라프의 겨울왕국 모험
- 겨울왕국 2